# Генеральний план підприємства
Генера́льний план підприє́мства (рос.генеральный план предприятия, англ. general plan, нім. Gesamtzuschnitt m (Üdersichtsplan m) — містить комплексне розв'язання питань розміщення основних виробничих, допоміжних, навантажувально-складських об'єктів підприємства, а також транспортних та інженерних комунікацій на його промисловому майданчику.
Генеральний план підприємства — один з осн. розділів проекту будівництва (реконструкції) підприємства. Складається з креслень плану промислового майданчика підприємства, профілів і розрізів найхарактерніших частин майданчика підприємства, зведеного плану інженерних мереж, пояснювальної записки до них і необхідних розрахунків.